# قرار مجلس الأمن التابع للأمم المتحدة رقم 1705
قرار مجلس الأمن التابع للأمم المتحدة رقم 1705، الذي اتخذ بالإجماع في 29 أغسطس 2006، بعد أن أشار إلى رسالة من رئيس مجلس الأمن، مدد مجلس ولاية القاضية سولومي بالونغي بوسا في المحكمة الجنائية الدولية لرواندا.
سمح التمديد للقاضية بوسا بإكمال قضية بوتاري، إلى ما بعد انتهاء فترة ولايتها في 24 يونيو 2007.

## روابط خارجية
- نص القرار في undocs.org